# Achytonix nigramacula
Achytonix nigramacula là một loài bướm đêm trong họ Noctuidae.